# Anomaloglossus confusus
Espèce
Anomaloglossus confusus est une espèce d'amphibiens de la famille des Aromobatidae.

## Répartition
Cette espèce est endémique du Nord-Ouest de l'Équateur. Elle se rencontre entre 600 et 1 540 m d'altitude sur le versant pacifique de la cordillère Occidentale.

## Publication originale
- Myers & Grant, 2009 : Anomaloglossus confusus, a new Ecuadorian frog formerly masquerading as "Colostethus" chocoensis (Dendrobatoidea: Aromobatidae). American Museum novitates, no 3659, p. 1-12 (texte intégral).